# Georgia Plimmer
Georgia Ellen Plimmer (* 8. Februar 2004 in Wellington, Neuseeland) ist eine neuseeländische Cricketspielerin, die seit 2022 für die neuseeländische Nationalmannschaft spielt.

## Kindheit und Ausbildung
Sie war Teil des neuseeländischen Teams bei der ICC U19 Women’s T20 World Cup 2023.

## Aktive Karriere
Im Vorlauf zum Women’s Cricket World Cup 2022 wurde sie, nachdem sich Lauren Down verletzte, für den neuseeländischen Kader nachnominiert, kam jedoch nicht zum Einsatz. Ihr Debüt in der Nationalmannschaft folgte dann bei den Commonwealth Games 2022 im WTwenty20-Format, als sie gegen Australien 17 Runs erreichte. Im September erzielte sie ebenfalls 17 Runs bei ihrem WODI-Debüt in den West Indies. Zum Jahresbeginn wurde sie für den ICC Women’s T20 World Cup 2023 nominiert. Dort kam sie bei drei Spielen zum Einsatz, konnte jedoch nicht herausstechen.